# Hu Shi
Pour les articles homonymes, voir Hu.
Dans ce nom chinois, le nom de famille, Hu, précède le nom personnel.

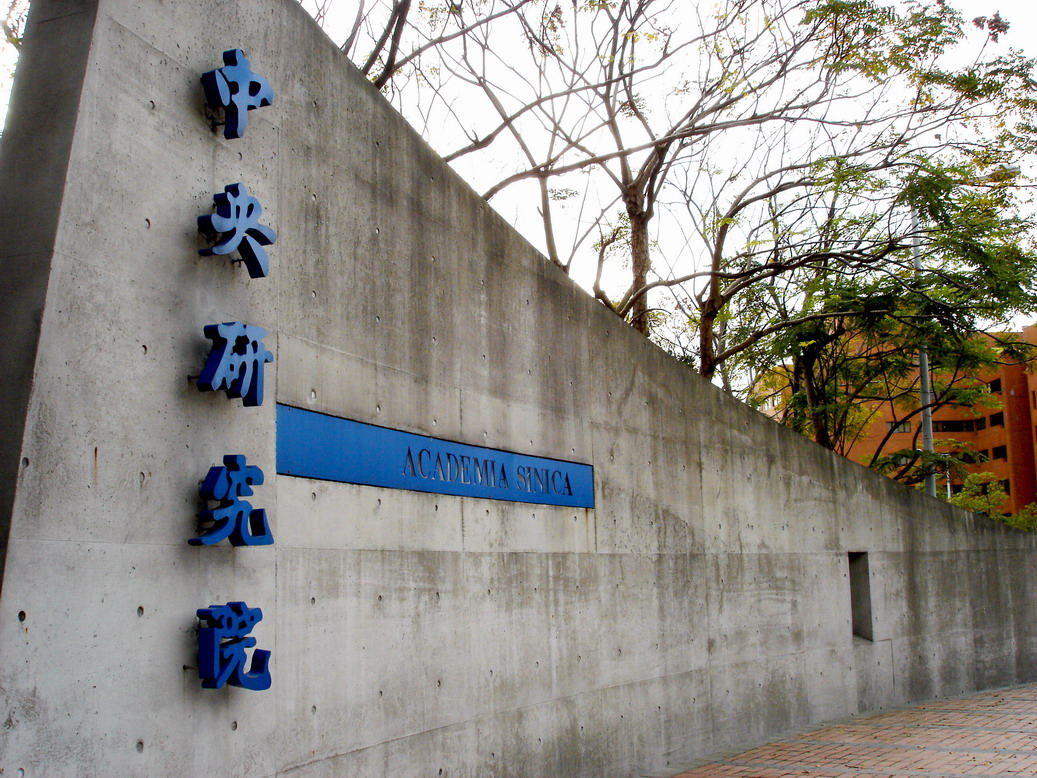
Academia Sinica

Hu Shi (chinois : 胡适 ; pinyin : Hú Shì) (Wade-Giles Hu Shih ; EFEO Hou Che), né le 17 décembre 1891 à Shanghai en Chine et décédé le 24 février 1962 à Taïwan, est un philosophe et écrivain chinois. Son prénom social est Shizhi (適之, Shìzhī).

## Biographie

### Enfance
Né Hu Hongxing (胡洪騂, Hu Hóngxīng) à Shanghai de Hu Chuan (胡傳, prénom social Tiehua 鐵花) et de Feng Shundi (馮順弟), les ancêtres de Hu étaient de Jixi (績溪) dans la province d'Anhui. En janvier 1904, sa famille arrange un mariage entre Hu et Jiang Dongxiu  (江冬秀), une fille illettrée aux pieds bandés qui était d'un an son aînée. Le mariage a lieu en décembre 1917.

### Études
Hu reçoit son éducation de base à Jixi et Shanghai.
Le 16 août 1910, Hu est envoyé comme boursier à l'université Cornell aux États-Unis et plus tard à l'université Columbia. À Columbia il est influencé par son professeur, John Dewey, et deviendra dans cette influence un avocat de l'évolution pragmatique. Il noue une amitié profonde avec Chao Yuen Ren, qui suit également les enseignements de Dewey et qui deviendra un linguiste reconnu.
Lors de la visite de John Dewey en Chine, Hu l’accompagne et est son interprète lors des conférences à Pékin et ailleurs. Les audiences chinoises sont impressionnées par la qualité de ses traductions. Il reçoit son AB en 1914 et son doctorat en philosophie en 1917, puis retourne enseigner à l'université de Pékin.

### Carrière
Il commence à écrire pour le journal Nouvelle Jeunesse （新青年, Xīn qīngnián), fondée par Chen Duxiu, ce qui le fait connaître rapidement. En janvier 1917 paraît dans cette revue le manifeste « Suggestion pour une réforme de la littérature », demandant à tous ceux qui écrivent d'utiliser dorénavant la langue parlée (baihua) au lieu du chinois classique, incompréhensible pour la grande majorité de la population. Le changement de langue implique aussi un abandon des traditions littéraires et la promotion d'une littérature populaire. Dès 1919 la plupart des écrivains et revues ont opté pour le baihua. Hu devient rapidement un des intellectuels influents durant le Mouvement du 4 mai. Il quitte, ainsi que Lu Xun, le comité de rédaction de la revue Nouvelle Jeunesse en 1920, en désaccord avec Chen Duxiu. Si Hu Shi, libéral et pragmatique, est favorable à une révolution culturelle et littéraire, Chen est partisan d'une révolution politique et sociale. Il revient à la politique en 1922 car, dit-il « si les esclaves de Confucius et de Zhu Xi sont moins nombreux, les esclaves de Marx et de Kropotkine sont apparus ». Il publie ensuite divers journaux politiques avec des amis.
Hu fut élu membre correspondant de l'Académie royale des sciences de Prusse le 2 juin 1932.
Hu fut ambassadeur de la République de Chine aux États-Unis (1938-1941), président de l'université de Pékin (1946-1948), et plus tard, en 1958, président de l'Academia Sinica à Taïwan, où il vécut jusqu'à sa mort à l'âge de 71 ans.